# Движение экс-геев
Движение экс-геев (англ. ex-gay movement) — общественные движения, имеющие своей целью помочь гомосексуальным или бисексуальным людям стать гетеросексуальными или «превозмочь» гомосексуальность, пытаясь устранить однополые желания (страсти) и гомосексуальное поведение. В некоторых случаях они также предпринимают попытки изменения негетеросексуальной ориентации на гетеросексуальную. В основном деятельность экс-гей-организаций связана с различными религиозными группами.

## Значение термина
Термин «экс-гей» был введён в профессиональную литературу в 1980 году доктором Патиссоном, который употребил его термин для описания «тех, кто испытал фундаментальное изменение сексуальной ориентации от исключительно гомосексуальной к исключительно гетеросексуальной».
Позднее исследователи пришли к заключению, что научные подтверждения изменения сексуальной ориентации отсутствуют, и в настоящее время возрастает научный консенсус о том, что сексуальная ориентация не изменяется.
Термин «экс-гей» стали употреблять по отношению к людям, которые изменили свою сексуальную идентичность, а также к людям, которые находятся в процессе изменения своей идентичности геев и лесбиянок. В основном эти люди мотивируются религиозными убеждениями, и этот процесс изменения понимается в качестве результата их религиозной практики.
Американская правозащитная организация Southern Poverty Law Center отмечает, что «в лексиконе экс-геев слово „гей“ всплывает почти исключительно во фразе „гейский образ жизни“ (англ. gay lifestyle), под которым большей частью понимается гедонистическая смесь из сексуальных контактов на одну ночь и болезней, передающихся половым путём, ведущих к ранней смерти и увяданию юношеской красоты. Движение экс-геев не имеет терминологии для описания реального мира, в котором геи и лесбиянки выбираются на государственные посты, появляются в телевизионных шоу и создают семьи».

## История
Движение экс-геев зародилось в США и тесно связано с религиозными организациями. В 1970-х годах в США росла популярность религиозных фундаменталистских течений, всё больше ЛГБТ сталкивалось с конфликтом между их сексуальной ориентацией и их верой. Это создало крупный рынок для репаративных терапевтов. Сначала организации экс-геев поддерживались евангельскими христианами, затем стали появляться также организации от Католической церкви, церкви мормонов, различные еврейские, мусульманские и нерелигиозные группы в ряде стран.
Движение экс-геев началось одновременно с отказом рассматривать гомосексуальность в качестве патологии Американской психиатрической ассоциацией путём исключения её из DSM в 1973 году. Первая организация экс-геев «Любовь в действии» (Love In Action) была основана в 1973 году в США тремя гомосексуалами: Джоном Эвансом (John Evans), Кентом Филпоттом (Kent Philpott) и Фрэнком Уортеном (Frank Worthen). Джон Эванс позднее вышел из движения экс-геев, осудив его. Фрэнк Уортен продолжил развитие движения экс-геев в качестве лидера, и организация «Exodus International» называет основателем Love In Action только его. В марте 2012 года организация изменила название на «Путь восстановления» (англ. Restoration Path).
Спустя три года после создания Love In Action, в 1976 году, два бывших гея основали организацию Exodus International (с англ. — «Исход») — самую влиятельную организацию экс-геев, действовавшую до 19 июня 2013 года. Её филиалы распространились в США и Канаде, с 1994 года — в Латинской Америке, с 2002 года — в Бразилии. В 2004 году был сформирован Exodus Global Alliance.
В Европе движение экс-геев появляется начиная с 1975 года, когда гомосексуал Йохан ван дер Слуис (нидерл. Johan van der Sluis) после обращения в христианство основал организацию экс-геев «Евангелическая помощь гомосексуалам» (нидерл. de Evangelische Hulp aan Homofielen, EHAH, англ. Evangelical Counselling for Homosexuals) в Нидерландах. В 2003 году Йохан ван дер Слуис вышел в отставку с поста директора организации, а в 2004 году эта организация стала называться Фонд «Различия». Йохан ван дер Слуис вошёл в правление организации экс-геев «Наш путь» (нидерл. Onze Weg), а также он был членом правления и президентом «Exodus International Europe» в течение нескольких лет.
В 1977 году экс-гей Мартин Халлетт (Martin Hallett) и англиканский священник Канон Рой Баркер (Canon Roy Barker) основали организацию «Истинно свободная вера» (True Freedom Trust) в Великобритании. В 1980-е годы деятельность групп экс-геев распространяется на несколько других стран Северной Европы: Швецию (Medvandrarna), Норвегию (Til Helhet), Данию (Basis), Финляндию (Suomen Elävät Vedet). В 1990 году организация экс-геев появилась в Германии (Wuestenstrom).
Среди организаций экс-геев — католическая организация «Мужество» (Courage International), хотя сама организация избегает называть себя экс-геевской, организация мормонов Evergreen International («Неувядающий») и иудейская организация JONAH (JONAH). К движению экс-геев относят также американскую Национальную ассоциацию по исследованию и терапии гомосексуальности (NARTH). В 2003 году ряд экс-геевских организаций объединились в коалицию Positive Alternatives to Homosexuality (PATHT).
В США действует организация Parents and Friends of Ex-Gays and Gays (PFOX), которая борется против дискриминации экс-геев. По решению суда федерального округа Колумбия Вашингтона экс-геи признаны охраняемым от дискриминации классом (защищённой группой).
12 июня 2013 года Exodus International отказался от Exodus Global Alliance. 19 июня Exodus International заявил о самороспуске, а его президент Алан Чамберс принёс извинения ЛГБТ-сообществу. Exodus Global Alliancen в этой связи сообщил, что продолжает прежнюю деятельность, подтвердив, что эти две организации не зависимы друг от друга.
Как отмечает теолог Грег Джонсон (англ. Greg Johnson), зародившись в 1970-х годах и бурно увеличиваясь в 1980-х и 1990-х годах, движение экс-геев пришло в упадок в 2000-х годах. После самороспуска Exodus International в 2013 году небольшое количество экс-геев действуют в рамках организации Restored Hope Network.

## Убеждения, цели и деятельность

### Мотивация и ценности
В 2009 году Американская психологическая ассоциация опубликовала крупномасштабный доклад «Отчёт проверки действенности терапевтического ответа в отношении сексуальной ориентации» (Report of the Task Force on Appropriate Therapeutic Responses to Sexual Orientation). Доклад посвящён изложению результатов исследований различных попыток лечения гомосексуальности, включая практику движения экс-геев.
АПА сообщает, что некоторые группы экс-геев могут помогать нейтрализовать и приглушать стресс, присущий меньшинствам, маргинализацию и изоляцию методами, похожими на методы других групп поддержки, такими как предложение социальной помощи, товарищество, ролевые модели и новые способы рассмотрения проблемы посредством специфических философий или идеологий. Кроме того, исследователи обнаружили, что люди объединяются в экс-гей-группы в связи с нехваткой других источников социальной поддержки, желанием активного преодоления гомосексуальности, включая познавательное и эмоциональное сопротивление, доступом к методикам исследования и преобразования сексуальной идентичности.
В том же докладе показано, что некоторые авторы описали группы экс-геев как «убежище для тех, кто изолирован одновременно как от консервативных церквей и от своих семей из-за однополых сексуальных влечений, так и от гей-организаций и социальных сетей из-за своих консервативных религиозных убеждений». Согласно докладу АПА «группы экс-геев появляются, чтобы облегчить страдания, вызванные конфликтом между религиозными ценностями и сексуальной ориентацией, и помочь участникам изменить их сексуальную идентичность, но не их сексуальную ориентацию».
АПА сообщает, что некоторые сочли, что «усвоением культурных норм и языка экс-геев и нахождением сообщества, которое позволило и укрепило их изначальный выбор религиозных убеждений, ценностей и интересов», они могут решить конфликты идентичности через: «принятие нового суждения или мировоззрения, участие в биографической реконструкции, использование новой модели понимания, формирование устойчивых межличностных связей».
Один из источников доклада АПА находит, что «группы экс-геев переосмысливают гомосексуальность в качестве обычного греха, и таким образом спасение остаётся по-прежнему достижимо». Ещё один из источников суммирует имеющиеся наблюдения так, что «такие группы основали надежду, исправление и возвращение в идентичность экс-гея, полагая и осмысляя однополое сексуальное поведение как возможность раскаяния и прощения».
Однако доклад АПА предупреждает, что «некоторые экс-гей группы могут укреплять предрассудки и стигму, предоставляя ошибочную или стереотипную информацию о гомосексуальности».

### Определение перемены
Различные экс-гей организации по-разному формулируют определения перемены, к которой призывают своих членов.
Exodus Global Alliance (с англ. — «Мировой альянс исхода») декларирует: «По поводу изменений мы имеем в виду, что гомосексуально-ориентированные люди могут:
- Изменить поведение — то есть прекратить участие в однополых сексуальных актах.
- Изменить осознание идентичности — подразумевает изменение того, как мы определяем сами себя.
- Изменить образ жизни.
- Снижать, укрощать и в некоторых случаях фактически устранять гомосексуальные чувства и влечения.
- Во многих случаях (хотя не во всех) испытывать удовлетворение гетеросексуальными отношениями».

Exodus Global Alliancen утверждает, что многие экс-геи обретают изменения, которые описывает как: «достижение воздержания от гомосексуального поведения, сокращение гомосексуальных соблазнов, укрепление чувства маскулинной или феминной идентичности, коррекция искажённой линии поведения, связанной с представителями того же или противоположного пола».
People Can Change («Люди могут меняться») определяет изменение экс-геев так: «любая степень изменения к большему спокойствию, удовлетворённости и завершённости без стыда, уныния и порока» и подчёркивает, что для многих гетеросексуальность не является основной целью.
Некоторые экс-геи отстаивают вступление и пребывание в гетеросексуальном браке в качестве компонента развития. Некоторые в браках смешанной ориентации признают, что их сексуальные влечения остаются в основном гомосексуальными, но стремятся делать их браки функционирующими в любом случае.

### Смена сексуальной ориентации
Движение экс-геев часто воспринимается как попытка смены сексуальной ориентации. Некоторые экс-гей организации рекомендуют своим членам предпринимать попытки смены сексуальной ориентации путём репаративной терапии. Ряд научных специалистов рассматривают различные попытки изменения сексуальной ориентации сомнительными. АПА заявила, что «имеющиеся данные как ранних, так и последующих исследований, наводят на мысль, что, хотя сексуальная ориентация вряд ли изменяется, некоторые индивиды модифицируют свою сексуальную идентичность и другие аспекты сексуальности (такие как ценности и поведение)». Практически все крупные организации по охране психического здоровья приняли политические заявления, предупреждающие профессионалов и общественность от обращения к лечению, которое претендует изменять сексуальную ориентацию.
Однако экс-геи не всегда утверждают совершение радикальной перемены. Они обеспокоены прежде всего исправлением образа жизни и воздержанием от однополых контактов. В 1978 году на конференции «Exodus International» поднимался вопрос о том, что геи не могут изменить свою сексуальную ориентацию, но должны лишь соблюдать целибат. Год спустя, в 1979 году, на следующей конференции проходили дебаты об этом между лидерами организации. В конечном итоге они приняли решение поддерживать курс, что изменение сексуальной ориентации возможно, но это очень трудно и занимает много лет, и что прежде всего гомосексуалы призываются к сексуальному воздержанию.
В 2007 году президент «Exodus International» Алан Чамберз сообщил, что он соглашается с тем, что люди не могут обязательно изменить свою сексуальную ориентацию, но он считает, что они могут «жить в согласии со своими убеждениями и верой». Чамберз критически воспринимает даже употребление самого термина «экс-гей» в связи с тем, что этот термин часто воспринимается как радикальное преодоление гомосексуальности. Он заявил: «Это слишком точное слово, подразумевающее полный разрыв с прошлым, в то время как человек всё ещё борется временами с гомосексуальными искушениями. Не подразумевается нами в каком-либо случае сказать, что изменение может быть внезапное и окончательное».
В последнее время до своего закрытия «Exodus International» предупреждал от обращения к консультантам, которые говорят пациентам, что они «могут определённо устранить все влечения к своему полу, или могут определённо приобрести гетеросексуальные влечения».
Фрэнк Уортен описывая изменение экс-геев утверждал: «Мы не пытаемся сделать гетеросексуалов из гомосексуалов. Скорее, мы пытаемся изменить идентичность личности, направление взгляда человека о самом себе. Мы поощряем прежних геев исключать ярлык гомосексуальности из их жизни».
Evergreen International («Неувядающий») не отстаивает никакую особую форму терапии и оповещает, что «терапия, вероятно, не может быть средством стирания всех гомосексуальных чувств».
Courage International («Мужество») на вопрос, должны ли члены этой организации пытаться изменить свою сексуальную ориентацию, отвечает, что они «не обязаны пытаться развивать гетеросексуальные влечения, потому что не существует никакой гарантии, что такое усилие человека всегда будет успешно», а целью организации является «помощь людям с однополыми влечениями развивать внутреннюю чистоту (целомудрие)».

### Этическая проблема
Ситуация конфликта между гомосексуальной ориентацией и консервативно-религиозными убеждениями приводит к определённой этической проблеме. В то время как научные организации порицают призывы к попыткам смены сексуальной ориентации, экс-геи находят неприемлемым мнение о полной невозможности изменения, по крайней мере, образа жизни. К примеру, Evergreen International («Неувядающий») утверждает:
«Если клиент делает личный выбор отказаться от гомосексуального образа жизни и ищет любые формы лечения по какой-либо причине (включая религиозные или духовные мотивы), этическое последствие этого для любого профессионала — уважать выбора клиента. … Неэтичным является для врача пытаться убедить клиента, что он или она должен менять гомосексуальность на гетеросексуальность. Однако, одинаково неэтично для врача говорить клиенту жить в гомосексуальности, когда он или она решил, что гомосексуальность не соответствует его или её личным ценностям и просит врача помочь преодолеть это. Этическая терапия — это когда врач предоставляет альтернативы и позволяет клиенту принимать собственные решения».
Констатируя отсутствие доказательств эффективности попыток смены сексуальной ориентации, АПА уделила внимание этической проблеме взаимодействия профессиональных специалистов с религиозными гомосексуалами, рекомендуя уважать религиозные убеждения. Комментируя это решение АПА, сексолог Игорь Кон отметил, что специалист должен помогать верующему клиенту найти компромиссное решение по совмещению гомосексуальной ориентации с религиозными убеждениями, а если это невозможно, то сделать сознательный выбор, например, сменить церковь, которая не признает гомосексуальность, или, наоборот, отказаться от осуждаемых церковью сексуальных практик.

## Критика

### Критика репаративной терапии
Основные идеи движения экс-геев находятся в противоречии с общепринятым в современной науке представлением о гомосексуальности как нормальной и непатологичной форме сексуальных ориентаций, не нуждающейся в лечении и исправлении. Они базируются главным образом на консервативных религиозных ценностях и представлении о гомосексуальных отношениях как грехе и зле. Распространение этих идей среди молодёжи вызывает опасения специалистов по поводу усугубления маргинализации, преследования и страха молодых гомосексуалов.
Попытки изменения сексуальной ориентации, предпринимаемые некоторыми в основном религиозными организациями, критикуются со стороны научных организаций как потенциально небезопасные для психического здоровья гомосексуалов, а также как создающие условия для процветания предрассудков и дискриминации. Среди возможных рисков таких попыток, в частности, психиатры называют депрессию, тревогу, саморазрушительное поведение, связанное с усилением ненависти к самому себе.
Пастор Мел Уайт в 2006 году категорично обвиняет экс-гей-движение в самоубийствах людей, которые покончили с собой, не найдя избавления от гомосексуальности. Однако изучение, результат которого изложен в резолюции АПА 2009 года, не позволило специалистам делать какие-либо однозначные выводы, что практики исправления гомосексуальности являются вредными, и для каких людей они какие. Поэтому АПА рекомендует исходить из принципа «не навреди», подразумевая потенциальную опасность, которая была показана некоторыми исследованиями.
Анализируя резолюцию АПА, сексолог Игорь Кон констатирует: «Человек может научиться скрывать, подавлять или игнорировать свои гомоэротические влечения, заставлять себя поддерживать гетеросексуальные отношения и соответствующий имидж. Однако результаты этих усилий непредсказуемы и часто краткосрочны. При ослаблении внешнего давления, индивид обычно возвращается к тому, что для него более органично».
В проведённом Корнелльским университетом обзоре литературы 12 исследований на эту тему нашли репаративную терапию неэффективной, и лишь одно исследование, проведённое главой NARTH и основателем репаративной терапии Джозефом Николози, привело к обратному выводу. Это исследование было опубликовано в журнале Psychological Reports, который берёт с учёных плату за публикацию исследований, чего не позволяют себе уважаемые научные журналы, а также имеет крайне низкий импакт-фактор. В систематическом обзоре это исследование также критиковалось за использование ретроспективных самоотчётов и нерандомизированную выборку, набранную из служений экс-геев и NARTH и состоящую преимущественно из белых религиозных мужчин.
В 2020 году был проведён систематический обзор на тему эффективности и безопасности попыток изменения сексуальной ориентации. Исследования, посвященные этому вопросу, страдали от методологических ограничений: отсутствия контрольной группы, предвзятости отбора участников, ретроспективного дизайна, высокой религиозности и потенциальной предвзятости испытуемых, отсутствия гендерного и этнического разнообразия в выборках. Был сделан вывод, что доказательства эффективности ПИСО неубедительны.
Более того, во многих исследованиях сообщалось о негативных последствиях попыток изменения сексуальной ориентации: депрессии, попытках суицида, снижении самооценки и росте ненависти к себе. Некоторые гомосексуалы создавали гетеросексуальные семьи, но их отношения не могли функционировать нормально. Верующие испытали разочарование в вере и Боге. Гомосексуалы, подвергнутые аверсивной терапии, сообщили о снижении сексуального влечения к партнёрам любого пола. Испытуемые также сообщали об укоренении интернализованной гомофобии и стереотипов о сексуальной ориентации. С другой стороны, некоторые участники ПИСО сообщали о положительных последствиях терапии, единстве с другими экс-геями, появлении надежды на изменения. Некоторые получили возможность обсудить свои чувства по поводу их сексуальной ориентации с другими, другие сообщили об улучшении самопринятия и понимания себя. Религиозные ЛГБТ сообщали о росте близости с Богом. Несмотря на это, многие положительные результаты, о которых сообщают участники ПИСО, могут быть достигнуты и с помощью более безопасной гей-аффирмативной терапии, которая направлена на принятие человеком его сексуальной ориентации.
В 2021 году вышла резолюция АПА, где была отмечена нехватка научных доказательств работоспособности ПИСО. Целый ряд методологических недостатков делает отчёты об успешном изменении ориентации недействительными. Репаративные терапевты искажали чужие теории (например, теорию о флюидности сексуальной ориентации Лизы Даймонд), их результаты не были воспроизведены в надёжных исследованиях, некоторые их работы были отозваны. Кроме того, репаративная терапия может вести к таким последствиям, как:
- Суицидальное поведение и депрессивные симптомы;
- Проблемы с психическим здоровьем и неудовлетворённость жизнью;
- Диссоциация и эмоциональная бесчувственность;
- Незащищённый анальный секс;
- Дезориентация и замешательство;
- Злоупотребление психоактивными веществами;
- Чувство внутренней разобщённости;
- Чувства гнева и горя из-за напрасной траты времени и денег[61].

В исследовании южнокорейских ЛГБТ из Южной Кореи был сделан вывод, что попытки изменения сексуальной ориентации повышают распространённость суицидальных мыслей и попыток самоубийства в 1,44 и 2,35 раза. Более того, автор исследования пришла к выводу, что репаративная терапия может быть одной из разновидностей стресса меньшинств:
Попытки изменения сексуальной ориентации могут выступать в качестве стрессора для меньшинств, поскольку ЛГБТ подвергаются уникальному стрессу из-за того, как общество, институты и отдельные люди реагируют на их сексуальную ориентацию, что способствует негативным механизмам копинга и негативным последствиям для физического и психического здоровья.

### Критика со стороны гей-активистов
Крупнейшие ЛГБТ-объединения, такие как GLAAD и ILGA, осуждают репаративную терапию и организации экс-геев. Гей-активисты создали такие организации, как Truth Wins Out и Ex-Gay Watch. Эти организации занимаются разоблачением терапевтов гомосексуальности и критикой организаций экс-геев. Так, Ex-Gay Watch утверждает, что экс-геи — часть консервативного христианского движения, стремящегося лишить геев их прав. Вспоминая о том, как движение экс-геев помогло принять закон о смертной казни за гомосексуальность в африканских странах, организация приходит к выводу, что экс-геи стремятся извлечь выгоду из ненависти к ЛГБТ, подогревая её, чтобы гомосексуалы обращались к ним за терапией.

### Критика со стороны правозащитных организаций
Такие правозащитные объединения, как Southern Poverty Law Center, HRW и HRC, выступили с осуждением конверсионной терапии и организаций экс-геев из-за её вреда для психического благополучия ЛГБТ и навязывания вредных стереотипов о гомосексуалах. Экспертная группа Международного совета по реабилитации жертв пыток заявляет, что «конверсионная терапия представляет собой жестокое, бесчеловечное или унижающее достоинство обращение, когда она проводится насильственно или без согласия человека и может быть приравнена к пытке в зависимости от обстоятельств, а именно тяжести причиненной физической и психической боли и страданий».

### Прецеденты
Существуют экс-экс-геи — гомосексуалы, которые разочаровались в целях экс-гей движения и оставили его. В качестве отдельных наиболее известных примеров можно привести следующие.
Известно, что два основателя «Exodus International» Майкл Бюссе и Гэри Купер покинули созданную ими организацию и стали жить вместе как однополая пара. Майкл Бюссе и два других лидера — Джереми Маркс и Дарлин Богль принесли извинения ЛГБТ-сообществу за то, что их деятельность «вызвала чувства изоляции, стыда, страха и потерю веры». Все трое заявили, что знали людей, которые пытались изменить свою сексуальную ориентацию с помощью группы экс-геев, но терпели неудачу, часто становясь депрессивными или даже склонными к суициду в результате.
Гюнтер Баум — основатель организации экс-геев Wuestenstrom в Германии, позднее вышел из движения экс-геев, оставил основанную им организацию и создал новую — Zwischenraum, в которой гомосексуальность и христианство рассматриваются совместимыми.
Антоний Венн-Браун) — бывший австралийский евангелист Ассамблеи Бога и автор книги, в которой описал свой опыт пребывания в первой австралийской экс-гей организации. Он стал одним из соучредителей организации Freedom2b, которая поддерживает ЛГБТ-верующих (помогая им совмещать религию и гомосексуальность) и нерелигиозных ЛГБТ-людей. В 2007 году он скоординировал публикацию заявления пяти австралийских экс-гей лидеров, которые публично принесли извинения за свою прошлую деятельность.
Джон Смид — бывший лидер Love In Action, покинул организацию и принёс извинения за любой причинённый экс-гей деятельностью вред. В ноябре 2014 года стало известно о том, что Смид заключил брак со своим партнёром.
Петерсон Тоскано — американский драматург, актёр, комик, проведший 17 лет в экс-гей движении, после чего стал гей-активистом на международном уровне.
Иногда некоторые лидеры экс-гей движения (например, Джон Полк, Колин Кук, Майкл Джостон)
оказывались в центре скандальных историй, связанных с продолжением гомосексуального образа жизни. Известны отдельные прецеденты судебных процессов по обвинению в сексуальных домогательствах со стороны экс-гей терапевтов в отношении их однополых клиентов.
9 бывших лидеров экс-гей организаций подписали письмо, в котором они сообщили об «ужасном эмоциональном и духовном ущербе», который может нанести конверсионная терапия, раскритиковали её эффективность и призвали запретить её.